# 1961–1962-es kupagyőztesek Európa-kupája
A KEK 1961–1962-es szezonja volt a kupa 2. kiírása. A győztes a spanyol Atlético Madrid lett. Az Újpesti Dózsa ebben a szezonban egészen az elődöntőig eljutott.

## Selejtező
| 1. csapat               | Össz. | 2. csapat                   | 1. mérk. | 2. mérk. |
| ----------------------- | ----- | --------------------------- | -------- | -------- |
| Swansea Town            | 3–7   | Motor Jena                  | 2–2      | 1–5      |
| FC La Chaux-de-Fonds    | 6–7   | Leixões SC                  | 6–2      | 0–5      |
| Glenavon FC             | 2–7   | Leicester City FC           | 1–4      | 1–3      |
| CS Sedan Ardennes       | 3–7   | Atlético Madrid             | 2–3      | 1–4      |
| SK Rapid Wien           | 5–2   | PFK Szpartak Várna          | 0–0      | 5–2      |
| Floriana FC             | 4–15  | Újpesti Dózsa SC            | 2–5      | 2–10     |
| Dunfermline Athletic FC | 8–1   | Saint Patrick’s Athletic FC | 4–1      | 4–0      |

## Első forduló
| 1. csapat               | Össz. | 2. csapat           | 1. mérk. | 2. mérk. |
| ----------------------- | ----- | ------------------- | -------- | -------- |
| Motor Jena              | 9–2   | Alliance Dudelange  | 7–0      | 2–2      |
| Leixões SC              | 2–1   | Progresul Bucureşti | 1–1      | 1–0      |
| SV Werder Bremen        | 5–3   | AGF                 | 2–0      | 3–2      |
| Leicester City FC       | 1–3   | Atlético Madrid     | 1–1      | 0–2      |
| Olimbiakósz             | 2–4   | Dynamo Žilina       | 2–3      | 0–1      |
| ACF Fiorentina          | 9–3   | SK Rapid Wien       | 3–1      | 6–2      |
| AFC Ajax                | 3–4   | Újpesti Dózsa SC    | 2–1      | 1–3      |
| Dunfermline Athletic FC | 5–2   | FK Vardar           | 5–0      | 0–2      |

## Negyeddöntő
| 1. csapat        | Össz. | 2. csapat               | 1. mérk. | 2. mérk. |
| ---------------- | ----- | ----------------------- | -------- | -------- |
| Motor Jena       | 4–2   | Leixões SC              | 1–1      | 3–1      |
| SV Werder Bremen | 2–4   | Atlético Madrid         | 1–1      | 1–3      |
| Dynamo Žilina    | 3–4   | ACF Fiorentina          | 3–2      | 0–2      |
| Újpesti Dózsa SC | 5–3   | Dunfermline Athletic FC | 4–3      | 1–0      |

## Elődöntő
| 1. csapat      | Össz. | 2. csapat        | 1. mérk. | 2. mérk. |
| -------------- | ----- | ---------------- | -------- | -------- |
| Motor Jena     | 0–5   | Atlético Madrid  | 0–1      | 0–4      |
| ACF Fiorentina | 3–0   | Újpesti Dózsa SC | 2–0      | 1–0      |

## Döntő
| 1962. május 10. 19:00 |

| Atlético Madrid | 1–1 (h. u.) | ACF Fiorentina |
| --------------- | ----------- | -------------- |
| Peiró 11'       | (1–1)       | Hamrin 27'     |

| Hampden Park, Glasgow Nézőszám: 27 000 Játékvezető: Thomas Wharton (skót) |

Újrajátszás
| 1962. szeptember 5. 16:30 |

| Atlético Madrid                 | 3–0   | ACF Fiorentina |
| ------------------------------- | ----- | -------------- |
| Jones 8' Mendonça 27' Peiró 59' | (2–0) |                |

| Neckarstadion, Stuttgart Nézőszám: 38 120 Játékvezető: Kurt Tschenscher (nyugatnémet) |

| Az 1961–1962-es kupagyőztesek Európa-kupája győztese |
| ---------------------------------------------------- |
| Atlético Madrid 1. cím                               |

## Lásd még
- 1961–1962-es vásárvárosok kupája
- 1961–1962-es bajnokcsapatok Európa-kupája